# Simyra argentea
Simyra argentea är en fjärilsart som beskrevs av Tutt 1888. Simyra argentea ingår i släktet Simyra och familjen nattflyn. Inga underarter finns listade i Catalogue of Life.